# HD224423
HD224423 — хімічно пекулярна зоря спектрального класу F2, що має видиму зоряну величину в смузі V приблизно  7,3.
Вона  розташована на відстані близько 402,7 світлових років від Сонця.